# تورالبيا
بلدية تورالبيا (بالإسبانية: Torralbilla) هي بلدية تقع في مقاطعة سرقسطة التابعة لمنطقة أراغون شمال شرق إسبانيا.

## الديموغرافيا
بلغ عدد سكان بلدية تورالبيا 58 نسمة عام 2011 (وفقاً للمعهد الوطني الإسباني للإحصاء).
| 77 | 71 | 78 | 71 | 71 | 66 | 58 |